# Археоботаника
Археоботаниката или Палеоетноботаниката е дял на археологията, който се занимава с проучването на растителни останки от археологически обекти. Основавайки се на възстановяването и определянето на растителни останки и наличната екологична и културна информация за съвременните растения, основните теми за изследване са използването на дивите растения, произхода на земеделието и опитомяването и съвместното развитие на взаимодействията между човек и растения.